# Peračko Blato
Peračko Blato is een plaats in de gemeente Ploče in de Kroatische provincie Dubrovnik-Neretva. De plaats telt 280 inwoners (2001).